# De Cock en de broeders van de zachte dood
De Cock en de broeders van de zachte dood is het vijftiende deel van de detectivereeks De Cock van de Nederlandse auteur Appie Baantjer waarin rechercheurs Jurriaan 'Jurre' de Cock en Dick Vledder de dood onder verdachte omstandigheden van een verdronken echtpaar oplossen.

## Verhaal
De heer en mevrouw Schoonenbeek worden dood en ineen gestrengeld uit de Amsterdamse Keizersgracht gehaald. Het lijkt op zelfmoord in duplo, maar rechercheur De Cock heeft zijn bedenkingen. Het koude water geeft bij levende personen een schrikreactie en dan laat men elkaar toch los? Het gelukkig getrouwde echtpaar kwam net terug van een vakantie uit Cortina d'Ampezzo. Ook hun enige zoon vindt zelfmoord een absurd idee. Maar de lijkschouwer stelt zelfmoord door verdrinking.
In de recherchekamer aan de Warmoesstraat meldt zich Monique van Bovenkerken. Zij maakt zich zorgen omdat haar man Richard al een week zoek is. Ze denkt desgevraagd niet aan een ongeluk maar aan moord. Dick Vledder heeft nadat ze is weggegaan een andere mening. De foto van een vijftiger met een dun snorretje duidt op een levensgenieter.
Vervolgens meldt zich ene broeder Crispijn van het Genootschap van de Broeders en Zusters van de Heilige Zegeningen. Het overleden echtpaar had middels een brief uit het vakantieadres om een samenkomst van het Genootschap gevraagd in de hoofdtempel te Duivendrecht. Het lijkt of hij ook komt informeren of het Genootschap in het testament staat vermeld. Maar er is geen testament. Na zijn vertrek besluit De Cock met de foto van Richard van Bovenkerken eerst maar eens naar zijn vriend te gaan, Smalle Lowietje. Richard is inderdaad een bekend, Oom Rickie, vaste klant van Blonde Tineke. Maar Lowietje heeft ze al een week niet meer gezien. Een oude kennis van De Cock, Manke Greetje, blijkt een soort stiefmoeder van Tineke te zijn. Ze was wel blij met het duo Tineke en Rikkie, maar na een week afwezigheid maakt ook zij zich nu grote zorgen. Vledder vindt het allemaal maar onzin, maar de Cock wil toch een opsporingsbericht naar Rickie en Tineke doen uitgaan. "Een ongeluk wordt gevreesd". Voordat het bericht uitgaat, wordt het duo ineen gestrengeld verdronken gevonden in het water van de Keizersgracht.
Dick Vledder haalt boven water dat Richard op de dag van zijn verdwijning 75.000 gulden van zijn bankrekening heeft opgenomen. De Cock rekent uit dat het tweede duo eerder dood was dan hun voorgangers. En Richard blijkt op de dag van zijn verdwijning naar Cortina d'Ampezzo te hebben gebeld. Tot woede van De Cock deelt commissaris Buitendam mee dat de officier van justitie sectie pertinent weigert. Maar De Cock weet dat Tineke goed kon zwemmen. De Cock besluit om met Vledder naar Ouderkerk aan de Amstel te gaan. Aan de Rode Hoep woont Rosita Stuyvenburg, de eerste vrouw van Richard. Ze bezit een prachtige villa en woont daar met haar volwassen zonen Alfred en Adriaan. Alfred is bij het Genootschap bekend als broeder Constantijn. Die heeft bovendien een bijzondere afscheidszin voor het rechercheduo. "De Boze heeft zijn werk gedaan, geketend aan het voorwerp van zijn zonde... voer hij ter helle."
Manke Greetje meldt bij een tweede bezoek van het rechercheduo spontaan dat Rikkie ook tot het Genootschap behoorde. Zijn Jaguar wordt bij toeval gevonden door een schipper van een zandschuit in de Oude Keulse Vaart, nabij de tempel in Duivendrecht. In Amsterdam heeft het Genootschap een pand aan de Keizersgracht, waar ook samenkomsten worden gehouden. Maar het rechercheduo rijdt eerst naar de tempel in Duivendrecht om de leider van het genootschap te horen, broeder Rigobertus. Die deelt mee dat onder hem een Carillon functioneert, een soort raad van bijstand bestaande uit vier broeders. Broeder Castor, die een maand voor zijn overlijden was teruggetreden, en de eveneens overleden broeder Christiaan, de financiële man. Nu maken nog de broeders Crispijn, Constantijn en Cornelis deel uit van het Carillon. De enige vrouw ooit, Zuster Charisse, heeft zich opgehangen. In een vertrouwelijk gesprek noemt broeder Cornelis Rigobertus een slang met een gespleten tong in dienst van de duivel. Terug op het bureau weigert commissaris Buitendam nogmaals de sectie. De Cock ziet de vier slachtoffers nu binnenkort opgeruimd worden door een bewijs verwoestende crematie, op verzoek van broeder Crispijn. En via Interpol komt Vledder te weten dat Monique van Bovenkerken en Marius van Heeteren (Broeder Rigobertus) samen gesignaleerd zijn in het hotel in Cortina d'Ampezzo waar Richard naartoe had gebeld op de dag van zijn verdwijning.
De Cock en Vledder zoeken weduwe Monique op in haar pand aan de Brouwersgracht 128. Zij beschuldigt haar overleden man dat hij de gelovigen bestal. Op zijn beurt beschuldigt De Cock haar van een samenzijn met broeder Rigobertus, die een kuisheidsgelofte heeft afgelegd. De grijze rechercheur beschuldigt Monique nu samen met Rigobertus van de vier moorden. Ze ontkent. Op het bureau zit broeder Crispijn op de rechercheurs te wachten. Hij wordt door De Cock hard aangepakt omdat hij een brief van de familie Schoonenbeek heeft vernietigd en de 4 lijken heeft laten verbranden. Hij noemt de Cock: ‘De Boze’, tot oprecht genoegen van Vledder.
Omdat Smalle Lowietje aan de wachtcommandant had gemeld over seks te willen praten, zoeken de Cock en Vledder hem op in zijn etablissement. Manke Greetje heeft zich nu ontfermt over Blonde Anneke, en die heeft heel wat te vertellen. Er is geen verschil tussen de prostitutie en het Genootschap. Anneke is tot voor een maand lid geweest van het Genootschap en moest daar onbetaald haar diensten verlenen. Daarom ging ze maar terug naar haar peeskamertje. De Cock hecht waarde aan de interventie van mevrouw Schoonenbeek, die haar man er toe dwong een maand geleden uit het Carillon te stappen. Opnieuw worden er in de Keizersgracht een paar nieuwe lijken gevonden door een baggerschuit. Broeder Rigobertus en weduwe Monique van Bovenkerken, ineengestrengeld.
Rechercheur de Cock krijgt nu wel zijn gerechtelijke sectie en een uitgebreid toxicologisch onderzoek. De Cock denkt dat de lichamen verdoofd te water werden gelaten. Een overgebleven verdachte is nog Rosita Stuyvenberg. Bij zijn vertrek uit haar villa valt het oog van De Cock op een foto. Haar zoon Adriaan en zijn overleden verloofde Jessica van Wijngaerde, Zuster Charisse, staan er innig verstrengeld op. Vervolgens krijgt De Cock een geschreven tip om te gaan kijken bij beeldhouwer Zanderveen op het Prinseneiland. Daar vinden ze een beeldengroep van een man en een vrouw. Ze zijn te herkennen als Adriaan en Jessica op de desbetreffende foto, maar ze lijken toch ook wel op de drie lijkenparen uit de Keizersgracht. De anonieme opdrachtgever had vooruit betaald middels een brief met 75.000 gulden.
Tot zijn grote vreugde wordt Fred Prins toegevoegd aan het rechercheursduo. Hij mag op de uitkijk staan als de Cock en Vledder inbreken in het pand van het Genootschap aan de Keizersgracht. Ze ontdekken het toestel voor de tewaterlating. Om zich nu ook officieel toegang te verschaffen tot het pand aan de Keizersgracht, haalt De Cock de broers Alfred en Adriaan op bij hun licht protesterende moeder. In het pand stuiten ze op broeder Cornelis, die net bezig is zelfmoord te plegen.
Bij hem thuis legt De Cock de casus uit aan Dick Vledder en Fred Prins. Broeder Cornelis is op tijd gered van zijn eigen vergiftigingspoging. De Cock prijst zijn tegenstander en benoemt zijn eigen fouten. De zes lijken hadden allemaal geen grachtenwater in de longen, maar chloorwater uit het doopbassin. Dat water uit de longen was ten onrechte niet onderzocht. Daar was geen sectie voor nodig geweest. Verder schonk hij te veel aandacht aan de toevallige gebeurtenissen in Cortina d'Ampezzo. Maar De Cock had meer moeten letten op de symboliek van de drie lijkenparen, ineengestrengeld. Broeder Cornelis was er op een avond getuige van dat zuster Charisse werd ingewijd door broeder Rigobertus, broeder Christiaan en broeder Castor middels een groepsverkrachting. Jessica hing zich op en de getuige broeder Cornelis zon op wraak. In de tempel te Duivendrecht werden de slachtoffers bedwelmd met lachgas, naar Amsterdam gereden en via de Keizersgracht te water gelaten. De Cock had een slordig afgebakende invalidenparkeerplaats gezien pal voor het pand aan de Keizersgracht. Het handschrift kwam overeen met dat van de geschreven tip, die verwees naar het atelier op het Prinseneiland. De beeldengroep zou een plaatsje krijgen in de tempel te Duivendrecht.

## Voetnoten
1. ↑  Zijn doopnaam, zijn wereldlijke naam is Petrus Jaarsma.
2. ↑  Rechteroever van de Amstel, Rondehoep West?
3. ↑  Deze broeder verkracht zijn aanstaande schoondochter
4. ↑   Onvindbaar bij sectie!